# Carlos Alberto O’Donell
Carlos Alberto O’Donell (* 11. Oktober 1912 in Buenos Aires, Argentinien; † 14. Februar 1954, San Miguel de Tucumán, Argentinien) war ein argentinischer Botaniker. Sein offizielles botanisches Autorenkürzel lautet „O'Donell“.

## Leben
O'Donell lernte an der Manuel Belgrano National High School und studierte an der Universidad de Buenos Aires Pharmakologie und schloss dieses Studium 1937 mit dem Diplom ab. Neben vielen Arbeiten zur Pharmakologie und Pflanzenanatomie arbeitete er vor allem im Gebiet der Pflanzentaxonomie. Von 1937 bis 1954 arbeitete er für die Miguel Lillo Foundation in San Miguel de Tucumán.
Sein Hauptinteresse galt den Windengewächsen (Convolvulaceae), daneben beschäftigte er sich unter anderen auch mit Jochblattgewächsen (Zygophyllaceae) und Wolfsmilchgewächsen (Euphorbiaceae).

## Ehrungen
1982 benannte Kenneth R. Robertson die Gattung Odonellia aus der Familie der Windengewächse zu seinen Ehren.